# Медведев, Борис Валентинович
Борис Валентинович Медведев (13 июля 1924, Саратов — 25 января 2000, Москва) — советский и российский физик-теоретик, профессор, доктор наук. Один из основателей журнала «Теоретическая и математическая физика». Основные работы в следующих областях: квантовая теория поля, теория дисперсионных соотношений, метод расширенной S-матрицы, теория перенормировок, неабелевы теории. Автор более 100 научных работ, в их числе несколько монографий.

## Биография
Борис Валентинович Медведев родился 13 июля 1924 г. в Саратове в семье военных, врачей и учёных. Прадед, Харлампий Степанович Медведев, полковник русской армии, прошёл с наградами всю Чеченскую кампанию 19-го века и участвовал в пленении Шамиля. Дед, Борис Харлампиевич Медведев, гласный Саратовской думы, главный агроном г. Саратова, основатель Саратовского сельскохозяйственного института (основанный как с/х курсы в 1913 г.). Дядя (со стороны бабушки, А. М. Медведевой), академик-металлург И. П. Бардин. Мать, Галина Борисовна, и обе её сестры (Наталья и Нина) — биологи.
В 1948 г. окончил физический факультет МГУ и поступил на работу в Институт химической физики имени Н. Н. Семёнова РАН.
В 1954 г. перешёл в Математический институт имени В. А. Стеклова РАН (МИАН) в аспирантуру к физику-теоретику Н. Н. Боголюбову.
В 1955 г. защитил кандидатскую диссертацию «Построение матрицы рассеяния в квантовой теории поля с нелокальным взаимодействием».
С 1955 по 1974 гг. работал в МИАН им. В. А. Стеклова, с 1956 г. по совместительству ст. научный сотрудник теоретической лаборатории Объединённого института ядерных исследований (ОИЯИ) в Дубне.
В 1964 г. защитил докторскую диссертацию «Вопросы аксиоматического построения квантовой теории поля».
Уволен из МИАНа по личному настоянию директора И. М. Виноградова; из воспоминаний академика С. П. Новикова:

 В 1974 г. скандалы в РИСО команды Виноградова против физиков были в самом разгаре. Один из учеников Боголюбова — Борис Валентинович Медведев — возмутился, что вопрос о целесообразности переиздания «Квантовой механики» Ландау и Лифшица обсуждается некомпетентными людьми (хотя бы они и были академиками) и стал её защищать. Немедленно Виноградов лично приказал Боголюбову вышвырнуть Медведева из Стекловки, а в РИСО поступила бумага за подписью директора МИАН им. Стеклова академика И. М. Виноградова, в которой утверждалось, что Медведев не представляет мнения МИАН и директор МИАН отзывает его из РИСО. Впрочем, Медведева вскоре устроили в ИТЭФ, а Отделение общей физики и астрономии приняло решение, осуждающее некомпетентное «обсуждение» физических книг в РИСО, причём в решении указывались имена этих некомпетентных лиц.
С 1974 до 2000 гг. работал в Институте теоретической и экспериментальной физики (ИТЭФ).
Жена — Виктория Яковлевна Дубнова (1925—2009 гг.), дочь математика, профессора МГУ, Я. С. Дубнова и внучка знаменитого еврейского историка, Шимона Дубнова. Двое детей: Пётр (1949—2009 гг.) и Галина (1960).
Умер 25 января 2000 года, похоронен на Новодевичьем кладбище в Москве.

## Научная деятельность
В течение 50 лет научная деятельность Б. В. Медведева была связана с квантовой теорией поля (КТП): первая статья — 23.08.1948 г., последняя — 31.03.1999 г. Принадлежал к научной школе Н. Н. Боголюбова, был его одним из первых учеников в области КТП. Работал в отделе квантовой теории поля Математического института имени В. А. Стеклова, участвовал в создании Лаборатории теоретической физики Объединённого института ядерных исследований (ОИЯИ), был одним из четырёх её первых сотрудников наряду с Н. Н. Боголюбовым, Д. В. Ширковым и М. К. Поливановым (25 мая 1956 г.), с 1974 до 2000 гг. в Институте теоретической и экспериментальной физики (ИТЭФ).
- Учёная степень Кандидат физико-математических наук — 28.04.1955 г.
- Учёное звание Старшего научного сотрудника — 07.03.1958 г.
- Учёная степень Доктор физико-математических наук — 20.02.1965 г.
- Учёное звание Профессор прикладной математики — 29.12.1974 г.

Автор более 100 научных работ. Занимался вопросами теории дисперсионных соотношений. Совместно с Н. Н. Боголюбовым и М. К. Поливановым опубликовал книгу «Вопросы теории дисперсионных соотношений» (1958). В его работах:
- рассмотрены общие условия построения матрицы рассеяния и реализован один из вариантов её аксиоматического построения;
- в рамках метода Н. Н. Боголюбова введён гейзенбергов оператор поля и построены основы динамического аппарата аксиоматической КТП;
- дана наиболее общая формулировка теории расширения матрицы рассеяния, построена дисперсионная теория многочастичных амплитуд, играющая серьёзную роль в описании процессов при высоких энергиях. Эта теория является прямым обобщением теории дисперсионных соотношений для двухчастичных амплитуд, заложенной в 50-е годы Н. Н. Боголюбовым;
- обсуждается проблема описания амплитуды в КТП, доказано существование единой аналитической функции, граничными значениями которой являются амплитуды всех каналов процесса с любым заданным числом частиц;
- обсуждается проблема квантования в стохастических моделях.

Часть статей написаны в соавторстве с Н. Н. Боголюбовым, М. К. Поливановым, В. П. Павловым, А. Д. Сухановым, В. Л. Бонч-Бруевичем, В. И. Гольданским, А. А. Логуновым и др.
Один из основателей журнала «Теоретическая и математическая физика». Многолетний заместитель главного редактора журнала «Ядерная физика».

### Публикации
Книги
- Н. Н. Боголюбов, Б. В. Медведев, М. К. Поливанов. Вопросы теории дисперсионных соотношений. — М.: Физматгиз, 1958.
- Б. В. Медведев. Начала теоретической физики. — Москва: Наука, 1977.
- Б. В. Медведев. Пятьдесят лет в квантовой теории поля. — Москва: Агар, 2001. — (Выдающиеся учёные России).

Статьи
- В. Л. Авербах, Б. В. Медведев. К теории квантованного пространства-времени // ДАН СССР. — 1949. — Т. 64, № 1. — С. 41—44.
- В. Л. Авербах, Б. В. Медведев. Задача многих тел в квантованном пространстве-времени // ЖЭТФ. — 1950. — Т. 20, вып. 1. — С. 92.
- Н. Н. Боголюбов, В. Л. Бонч-Бруевич, Б. В. Медведев. К инвариантному построению квантовой теории поля // ДАН СССР. — 1950. — Т. 74, № 4. — С. 681—684.
  - В. Л. Бонч-Бруевич, Б. В. Медведев. К инвариантному построению квантовой теории поля. II // ЖЭТФ. — 1952. — Т. 22, вып. 4. — С. 425—435.
- В. И. Гольданский, А. Л. Любимов, Б. В. Медведев. Рассеяние и поглощение нуклеонов высокой энергии // УФН. — 1952. — Т. 48, вып. 4. — С. 531—584.
  - В. И. Гольданский, А. Л. Любимов, Б. В. Медведев. Рассеяние и поглощение нуклеонов высокой энергии // УФН. — 1953. — Т. 49, вып. 1. — С. 3—48.
- В. Л. Бонч-Бруевич, Б. В. Медведев. Приведение произведений операторов к каноническому виду в теории вторичного квантования // ЖЭТФ. — 1953. — Т. 25, вып. 4(10). — С. 410—416.
- Б. В. Медведев. К вопросу об унитарности S-матрицы в квантовой теории поля с нелокальным взаимодействием // ДАН СССР. — 1955. — Т. 100, № 3. — С. 433—435.
- Б. В. Медведев. К построению матрицы рассеяния в квантовой теории поля с нелокальным взаимодействием // ДАН СССР. — 1955. — Т. 103, № 1. — С. 37—40.
- В. Л. Бонч-Бруевич, Б. В. Медведев. Альберт Эйнштейн // Физика в школе. — 1955. — № 4. — С. 89—90.
- Н. Н. Боголюбов, Б. В. Медведев, М. К. Поливанов. Условие причинности и аналитическая структура матрицы рассеяния // Труды Третьего Всесоюзного математического съезда. — 1956. — Т. 2. — С. 83—84.
- Б. В. Медведев. К построению матрицы рассеяния. I. Интегральное условие причинности в методе Боголюбова // ЖЭТФ. — 1956. — Т. 31, вып. 5(11). — С. 791—802.
  - Б. В. Медведев. К построению матрицы рассеяния. II. Теория с нелокальным взаимодействием // ЖЭТФ. — 1957. — Т. 32, вып. 1. — С. 87—98.
- Н. Н. Боголюбов, Б. В. Медведев, М. К. Поливанов. Вводная статья // Проблемы современной физики. — 1957. — № 2. Дисперсионные соотношения. — С. 3—12.
- Н. Н. Боголюбов, Б. В. Медведев, М. К. Поливанов. К вопросу об индефинитной метрике в квантовой теории поля // Науч. докл. высш. шк. Физ.-мат. науки. — 1958. — № 2. — С. 137—142.
- Б. В. Медведев, М. К. Поливанов. Перенормировка в теории с индефинитной метрикой // Науч. докл. высш. шк. Физ.-мат. науки. — 1958. — № 3. — С. 203—214.
- Б. В. Медведев, М. К. Поливанов. Об одной классической модели индефинитной метрики // ДАН СССР. — 1958. — Т. 121, № 4. — С. 623—626.
- Б. В. Медведев, М. К. Поливанов. Спектральное условие как способ перенормировки // ДАН СССР. — 1959. — Т. 127, № 3. — С. 537—540.
- Б. В. Медведев. Аксиоматический метод и теория возмущений // ДАН СССР. — 1960. — Т. 135, № 5. — С. 1087—1090.
- Б. В. Медведев. К асимтотическому построению матрицы рассеяния. 4. Лагранжева форма теории // ЖЭТФ. — 1966. — Т. 49, вып. 5. — С. 1518—1525.
- Б. В. Медведев, В. П. Павлов, М. К. Поливанов, А. Д. Суханов. К аналитическим свойствам многочастичных амплитуд // ТМФ. — 1984. — Т. 59, № 2. — С. 163—176.
- Б. В. Медведев. Динамическая стохастичнось и спектр // ТМФ. — 1996. — Т. 109, № 3. — С. 406—421.
- Б. В. Медведев. Гамильтониан и соотношения перестановки // ТМФ. — 2000. — Т. 122, № 3. — С. 325—333.